# Copa Libertadores da América de 1985
A edição de 1985 da Taça Libertadores da América foi a 26.ª da competição sul-americana organizada pela CONMEBOL. Participaram vinte e um clubes de dez países: Argentina, Bolívia, Brasil, Chile, Colômbia, Equador, Paraguai, Peru, Uruguai e Venezuela. O torneio começou em 3 de março e encerrou-se em 24 de outubro de 1985. 
O Argentinos Juniors, da cidade argentina de Buenos Aires, foi o campeão ao derrotar o América de Cali, da Colômbia, nos pênaltis, pelo placar de 5 a 4, em Assunção, no terceiro jogo. Foi o primeiro título do Argentinos Juniors na competição.

## Regulamento[1]
Na Primeira fase da Libertadores, os 20 times estão divididos em cinco grupos de quatro equipes cada, que jogam entre si em turno e returno.
Classificam-se apenas os campeões de cada chave. 
Na Segunda fase, os clubes estão separados em duas chaves de três clubes, mais o campeão da Libertadores de 1984, o Independiente, da Argentina. Jogam em turno e
returno, dentro das chaves. Os vencedores de cada grupo vão a final.
Serão dois ou três jogos (se houver necessidade) para decidir o campeão da competição.

## Equipes classificadas
| País                                   | Equipe             | Classificação                                      |
| -------------------------------------- | ------------------ | -------------------------------------------------- |
| Argentina · (2 vagas + último campeão) | Independiente      | Campeão da Taça Libertadores 1984                  |
| Argentina · (2 vagas + último campeão) | Ferro Carril Oeste | Campeão do Campeonato Nacional Argentino 1984      |
| Argentina · (2 vagas + último campeão) | Argentinos Juniors | Campeão do Campeonato Metropolitano Argentino 1984 |
| Bolívia · (2 vagas)                    | Blooming           | Campeão do Campeonato Boliviano 1984               |
| Bolívia · (2 vagas)                    | Oriente Petrolero  | Campeão do Torneio Apertura 1984                   |
| Brasil · (2 vagas)                     | Fluminense         | Campeão do Campeonato Brasileiro de 1984           |
| Brasil · (2 vagas)                     | Vasco da Gama      | Vice-campeão do Campeonato Brasileiro de 1984      |
| Chile · (2 vagas)                      | Colo-Colo          | Campeão do Campeonato Chileno 1983                 |
| Chile · (2 vagas)                      | Magallanes         | Campeão da Mini-Liga Pré-Libertadores 1983         |
| Colômbia · (2 vagas)                   | América de Cali    | Campeão do Campeonato Colombiano 1984              |
| Colômbia · (2 vagas)                   | Millonarios        | Vice-campeão do Campeonato Colombiano 1984         |
| Equador · (2 vagas)                    | El Nacional        | Campeão do Campeonato Equatoriano de 1984          |
| Equador · (2 vagas)                    | 9 de Octubre       | Vice-campeão do Campeonato Equatoriano de 1984     |
| Paraguai · (2 vagas)                   | Guaraní            | Campeão do Campeonato Paraguaio 1984               |
| Paraguai · (2 vagas)                   | Cerro Porteño      | Vice-campeão do Campeonato Paraguaio 1984          |
| Peru · (2 vagas)                       | Sport Boys         | Campeão do Campeonato Peruano 1984                 |
| Peru · (2 vagas)                       | Universitario      | Campeão da Mini-Liga Pré-Libertadores 1984         |
| Uruguai · (2 vagas)                    | Peñarol            | Campeão da Mini-Liga Pré-Libertadores 1984         |
| Uruguai · (2 vagas)                    | Bella Vista        | Vice-campeão da Mini-Liga Pré-Libertadores 1984    |
| Venezuela · (2 vagas)                  | Deportivo Táchira  | Campeão do Campeonato Venezuelano 1984             |
| Venezuela · (2 vagas)                  | Deportivo Italia   | Vice-campeão do Campeonato Venezuelano 1984        |

## Fase de grupos
O Independiente, da Argentina, campeão da Taça Libertadores da América de 1984, avançou direto para as semifinais.

### Grupo 1
| Time               | Pts | J | V | E | D | GP | GC | SG |
| ------------------ | --- | - | - | - | - | -- | -- | -- |
| Argentinos Juniors | 9   | 6 | 4 | 1 | 1 | 9  | 5  | 4  |
| Ferro Carril Oeste | 9   | 6 | 4 | 1 | 1 | 7  | 3  | 4  |
| Fluminense         | 4   | 6 | 1 | 2 | 3 | 3  | 6  | -3 |
| Vasco da Gama      | 2   | 6 | 0 | 2 | 4 | 6  | 11 | -5 |

- O Fluminense ganhou os pontos do empate por 3 a 3 com o Vasco, por conta da situação irregular do atleta vascaíno Gersinho nesta partida.

| 23 de julho, 1985    |      |                    |  |                |
| Fluminense           | 3–3* | Vasco da Gama      |  | Rio de Janeiro |
| 25 de julho, 1985    |      |                    |  |                |
| Argentinos Juniors   | 0–1  | Ferro Carril Oeste |  | Buenos Aires   |
| 2 de agosto, 1985    |      |                    |  |                |
| Vasco da Gama        | 1–2  | Argentinos Juniors |  | Rio de Janeiro |
| 5 de agosto, 1985    |      |                    |  |                |
| Fluminense           | 0–1  | Argentinos Juniors |  | Rio de Janeiro |
| 6 de agosto, 1985    |      |                    |  |                |
| Ferro Carril Oeste   | 2–0  | Vasco da Gama      |  | Buenos Aires   |
| 9 de agosto, 1985    |      |                    |  |                |
| Argentinos Juniors   | 2–2  | Vasco da Gama      |  | Buenos Aires   |
| 15 de agosto, 1985   |      |                    |  |                |
| Vasco da Gama        | 0–0  | Fluminense         |  | Rio de Janeiro |
| Ferro Carril Oeste   | 1–3  | Argentinos Juniors |  | Buenos Aires   |
| 20 de agosto, 1985   |      |                    |  |                |
| Ferro Carril Oeste   | 1–0  | Fluminense         |  | Buenos Aires   |
| 23 de agosto, 1985   |      |                    |  |                |
| Argentinos Juniors   | 1–0  | Fluminense         |  | Buenos Aires   |
| 27 de agosto, 1985   |      |                    |  |                |
| Fluminense           | 0–0  | Ferro Carril Oeste |  | Rio de Janeiro |
| 30 de agosto, 1985   |      |                    |  |                |
| Vasco da Gama        | 0–2  | Ferro Carril Oeste |  | Rio de Janeiro |
| Desempate            |      |                    |  |                |
| 11 de setembro, 1985 |      |                    |  |                |
| Argentinos Juniors   | 3–1  | Ferro Carril Oeste |  | Buenos Aires   |

### Grupo 2
| Time              | Pts | J | V | E | D | GP | GC | SG  |
| ----------------- | --- | - | - | - | - | -- | -- | --- |
| Blooming          | 11  | 6 | 5 | 1 | 0 | 20 | 4  | 16  |
| Oriente Petrolero | 8   | 6 | 3 | 2 | 1 | 11 | 6  | 5   |
| Deportivo Táchira | 4   | 6 | 1 | 2 | 3 | 9  | 12 | -3  |
| Deportivo Italia  | 1   | 6 | 0 | 1 | 5 | 2  | 20 | -18 |

| 10 de março, 1985 |     |                   |  |               |
| Deportivo Táchira | 0–0 | Deportivo Italia  |  | San Cristóbal |
| 12 de março, 1985 |     |                   |  |               |
| Blooming          | 1–1 | Oriente Petrolero |  | Santa Cruz    |
| 17 de março, 1985 |     |                   |  |               |
| Deportivo Táchira | 1–1 | Oriente Petrolero |  | San Cristóbal |
| Deportivo Italia  | 0–3 | Blooming          |  | Caracas       |
| 21 de março, 1985 |     |                   |  |               |
| Deportivo Italia  | 0–3 | Oriente Petrolero |  | Caracas       |
| Deportiva Táchira | 0–1 | Blooming          |  | San Cristóbal |
| 24 de março, 1985 |     |                   |  |               |
| Deportivo Italia  | 1–3 | Deportivo Táchira |  | Caracas       |
| 28 de março, 1985 |     |                   |  |               |
| Oriente Petrolero | 0–1 | Blooming          |  | Santa Cruz    |
| 4 de abril, 1985  |     |                   |  |               |
| Oriente Petrolero | 3–1 | Deportivo Italia  |  | Santa Cruz    |
| 7 de abril, 1985  |     |                   |  |               |
| Blooming          | 8–0 | Deportivo Italia  |  | Santa Cruz    |
| 11 de abril, 1985 |     |                   |  |               |
| Oriente Petrolero | 3–2 | Deportivo Táchira |  | Santa Cruz    |
| 14 de abril, 1985 |     |                   |  |               |
| Blooming          | 6–3 | Deportivo Táchira |  | Santa Cruz    |

### Grupo 3
| Time            | Pts | J | V | E | D | GP | GC | SG |
| --------------- | --- | - | - | - | - | -- | -- | -- |
| América de Cali | 8   | 6 | 2 | 4 | 0 | 5  | 2  | 3  |
| Cerro Porteño   | 7   | 6 | 2 | 3 | 1 | 5  | 3  | 2  |
| Millonarios     | 5   | 6 | 1 | 3 | 2 | 5  | 5  | 0  |
| Guaraní         | 4   | 6 | 1 | 2 | 3 | 6  | 11 | -5 |

| 3 de março, 1985  |     |                 |  |          |
| Guaraní           | 0–0 | Cerro Porteño   |  | Assunção |
| 6 de março, 1985  |     |                 |  |          |
| América de Cali   | 0–0 | Millonarios     |  | Cali     |
| 12 de março, 1985 |     |                 |  |          |
| Guaraní           | 2–0 | Millonarios     |  | Assunção |
| 14 de março, 1985 |     |                 |  |          |
| Cerro Porteño     | 0–0 | Millonarios     |  | Assunção |
| 19 de março, 1985 |     |                 |  |          |
| Cerro Porteño     | 0–0 | América de Cali |  | Assunção |
| 21 de março, 1985 |     |                 |  |          |
| Guaraní           | 1–1 | América de Cali |  | Assunção |
| 27 de março, 1985 |     |                 |  |          |
| Cerro Porteño     | 3–1 | Guaraní         |  | Assunção |
| Millonarios       | 0–0 | América de Cali |  | Bogotá   |
| 31 de março, 1985 |     |                 |  |          |
| América de Cali   | 2–0 | Cerro Porteño   |  | Cali     |
| Millonarios       | 5–1 | Guaraní         |  | Bogotá   |
| 3 de abril, 1985  |     |                 |  |          |
| América de Cali   | 2–1 | Guaraní         |  | Cali     |
| Millonarios       | 0–2 | Cerro Porteño   |  | Bogotá   |

### Grupo 4
| Time        | Pts | J | V | E | D | GP | GC | SG |
| ----------- | --- | - | - | - | - | -- | -- | -- |
| Peñarol     | 11  | 6 | 5 | 1 | 0 | 10 | 3  | 7  |
| Colo Colo   | 6   | 6 | 3 | 0 | 3 | 10 | 8  | 2  |
| Magallanes  | 5   | 6 | 2 | 1 | 3 | 5  | 8  | -3 |
| Bella Vista | 2   | 6 | 1 | 0 | 5 | 3  | 9  | -6 |

| 23 de abril, 1985 |     |             |  |            |
| Peñarol           | 1–0 | Bella Vista |  | Montevidéu |
| 24 de abril, 1985 |     |             |  |            |
| Colo Colo         | 2–0 | Magallanes  |  | Santiago   |
| 30 de abril, 1985 |     |             |  |            |
| Magallanes        | 1–1 | Peñarol     |  | Santiago   |
| Colo Colo         | 2–0 | Bella Vista |  | Santiago   |
| 4 de maio, 1985   |     |             |  |            |
| Magallanes        | 2–1 | Bella Vista |  | Santiago   |
| Colo Colo         | 1–2 | Peñarol     |  | Santiago   |
| 15 de maio, 1985  |     |             |  |            |
| Bella Vista       | 0–2 | Peñarol     |  | Montevidéu |
| 18 de maio, 1985  |     |             |  |            |
| Magallanes        | 1–3 | Colo Colo   |  | Santiago   |
| 21 de maio, 1985  |     |             |  |            |
| Bella Vista       | 0–1 | Magallanes  |  | Montevidéu |
| 24 de maio, 1985  |     |             |  |            |
| Peñarol           | 1–0 | Magallanes  |  | Montevidéu |
| 28 de maio, 1985  |     |             |  |            |
| Bella Vista       | 2–1 | Colo Colo   |  | Montevidéu |
| 31 de maio, 1985  |     |             |  |            |
| Peñarol           | 3–1 | Colo Colo   |  | Montevidéu |

### Grupo 5
| Time           | Pts | J | V | E | D | GP | GC | SG  |
| -------------- | --- | - | - | - | - | -- | -- | --- |
| El Nacional    | 11  | 6 | 5 | 1 | 0 | 13 | 4  | 9   |
| Universitario¹ | 5   | 5 | 2 | 1 | 2 | 8  | 6  | 2   |
| 9 de Octubre¹  | 4   | 4 | 2 | 0 | 2 | 6  | 4  | 2   |
| Sport Boys¹    | 0   | 5 | 0 | 0 | 5 | 1  | 14 | -13 |

| 15 de maio, 1985  |     |               |  |           |
| Sport Boys        | 0–2 | Universitario |  | Lima      |
| 23 de junho, 1985 |     |               |  |           |
| El Nacional       | 3–1 | 9 de Octubre  |  | Quito     |
| 7 de julho, 1985  |     |               |  |           |
| El Nacional       | 2–0 | Sport Boys    |  | Quito     |
| 9 de Octubre      | 1–0 | Universitario |  | Guayaquil |
| 13 de julho, 1985 |     |               |  |           |
| 9 de Octubre      | 4–0 | Sport Boys    |  | Milagro   |
| 14 de julho, 1985 |     |               |  |           |
| El Nacional       | 4–1 | Universitario |  | Quito     |
| 19 de julho, 1985 |     |               |  |           |
| 9 de Octubre      | 0–1 | El Nacional   |  | Milagro   |
| Universitario     | 4–0 | Sport Boys    |  | Lima      |
| 31 de julho, 1985 |     |               |  |           |
| Sport Boys        | 1–2 | El Nacional   |  | Lima      |
| 2 de agosto, 1985 |     |               |  |           |
| Universitario     | 1–1 | El Nacional   |  | Lima      |

¹As partidas Universitario vs. 9 de Octubre e Sport Boys vs. 9 de Octubre, que deveriam ter sido disputadas entre 6 e 10 de agosto, foram suspensas de comum acordo entre os clubes e a CONMEBOL.

## Semifinais

### Grupo A
| Time               | Pts | J | V | E | D | GP | GC | SG |
| ------------------ | --- | - | - | - | - | -- | -- | -- |
| Argentinos Juniors | 6   | 4 | 2 | 2 | 0 | 6  | 4  | 2  |
| Independiente      | 4   | 4 | 1 | 2 | 1 | 6  | 5  | 1  |
| Blooming           | 2   | 4 | 0 | 2 | 2 | 2  | 5  | -3 |

| 16 de setembro, 1985 |     |                    |  |              |
| Argentinos Juniors   | 2–2 | Independiente      |  | Buenos Aires |
| 19 de setembro, 1985 |     |                    |  |              |
| Blooming             | 1–1 | Argentinos Juniors |  | Santa Cruz   |
| 26 de setembro, 1985 |     |                    |  |              |
| Blooming             | 1–1 | Independiente      |  | Santa Cruz   |
| 1 de outubro, 1985   |     |                    |  |              |
| Argentinos Juniors   | 1–0 | Blooming           |  | Buenos Aires |
| 4 de outubro, 1985   |     |                    |  |              |
| Independiente        | 2–0 | Blooming           |  | Avellaneda   |
| 10 de outubro, 1985  |     |                    |  |              |
| Independiente        | 1–2 | Argentinos Juniors |  | Avellaneda   |

### Grupo B
| Time            | Pts | J | V | E | D | GP | GC | SG |
| --------------- | --- | - | - | - | - | -- | -- | -- |
| América de Cali | 5   | 4 | 2 | 1 | 1 | 10 | 3  | 7  |
| El Nacional     | 4   | 4 | 2 | 0 | 2 | 4  | 7  | -3 |
| Peñarol         | 3   | 4 | 1 | 1 | 2 | 3  | 7  | -4 |

| 19 de setembro, 1985 |     |                 |  |            |
| Peñarol              | 1–1 | América de Cali |  | Montevidéu |
| 22 de setembro, 1985 |     |                 |  |            |
| El Nacional          | 2–0 | América de Cali |  | Quito      |
| 25 de setembro, 1985 |     |                 |  |            |
| Peñarol              | 2–0 | El Nacional     |  | Montevidéu |
| 29 de setembro, 1985 |     |                 |  |            |
| América de Cali      | 4–0 | Peñarol         |  | Cali       |
| 2 de outubro, 1985   |     |                 |  |            |
| El Nacional          | 2–0 | Peñarol         |  | Quito      |
| 6 de outubro, 1985   |     |                 |  |            |
| América de Cali      | 5–0 | El Nacional     |  | Cali       |

## Finais
Jogo de ida
| 17 de outubro | Argentinos Juniors | 1 – 0 | América de Cali | Monumental de Núñez, Buenos Aires                   |
|               | Commisso 40'       |       |                 | Público: 50 000 Árbitro: PAR Juan Francisco Escobar |

Argentinos Juniors: Vidallé, Villalba, Pavoni, Olguín e Domenech; Corsi, Batista e Commisso; Castro, Borghi e Ereros (Pellegrini). Técnico: José Yudica
América: Falcioni, Porras (Chaparro), Soto, Viáfara e Valencia; Aquino, Cabañas e Penagós (Alex Escobar); De Ávila, Gareca e Ortíz. Técnico: Gabriel Ochoa Ubíre
Jogo de volta
| 22 de outubro | América de Cali | 1 – 0 | Argentinos Juniors | Olímpico Pascual Guerrero, Cáli                |
|               | Ortiz 3'        |       |                    | Público: 50 000 Árbitro: BRA Luís Carlos Félix |

América: Falcioni, Valencia, Soto, Viáfara e Chaparro; Aquino, Sarmiento e Cabañas; Battaglia (Herrera), Gareca e Ortíz (De Ávila). Técnico: Gabriel Ochoa Ubíre
Argentinos Juniors: Vidallé, Villalba, Pavoni, Olguín e Domenech; Videla, Batista, Commisso; Castro (López), Borghi e Ereros (Dely Valdéz). Técnico: José Yudica
Jogo de desempate
| 24 de outubro | Argentinos Juniors | 1 – 1 | América de Cali | Defensores del Chaco, Assunção            |
|               | Commisso 37'       | [a]   | Gareca 41'      | Público: 25 000 Árbitro: CHI Hernán Silva |

|                                     |       | Penalidades                          |  |
| Olguín Batista Pavoni Borghi Videla | 5 – 4 | Gareca Cabañas Herrera Soto de Ávila |  |

Argentinos Juniors: Vidallé, Villalba (Mayor), Pavoni, Pellegrini (Lemme) e Domenech; Olguín, Batista e Commisso; Videla, Borghi e Corsi. Técnico: José Yudica
América: Falcioni, Valencia, Soto, Viáfara e Chaparro; Aquino, Sarmiento e Cabañas; Battaglia (Herrera), Gareca e Ortíz (De Ávila). Técnico: Gabriel Ochoa Ubíre
- a. ^  O jogo terminou 1 a 1 no tempo normal e 0 a 0 na prorrogação.

| Libertadores de 1985                   |
| -------------------------------------- |
| ARGENTINOS JUNIORS Campeão (1º título) |

## Classificação Geral
| Pos | Times              | P  | J  | V | E | D | GP | GC | SG  | Resultado     |
| --- | ------------------ | -- | -- | - | - | - | -- | -- | --- | ------------- |
| 1   | Argentinos Juniors | 18 | 13 | 7 | 4 | 2 | 17 | 11 | 6   | Campeão       |
| 2   | América de Cali    | 16 | 13 | 5 | 6 | 2 | 17 | 7  | 10  | Vice campeão  |
| 3   | El Nacional        | 15 | 10 | 7 | 1 | 2 | 17 | 11 | 6   | Semifinal     |
| 4   | Peñarol            | 14 | 10 | 6 | 2 | 2 | 13 | 10 | 3   | Semifinal     |
| 5   | Blooming           | 13 | 10 | 5 | 3 | 2 | 22 | 9  | 13  | Semifinal     |
| 6   | Independiente      | 4  | 4  | 1 | 2 | 1 | 6  | 5  | 1   | Semifinal     |
| 7   | Ferro Carril Oeste | 9  | 6  | 4 | 1 | 1 | 7  | 3  | 4   | Primeira Fase |
| 8   | Oriente Petrolero  | 8  | 6  | 3 | 2 | 1 | 11 | 6  | 5   | Primeira Fase |
| 9   | Cerro Porteño      | 7  | 6  | 2 | 3 | 1 | 5  | 3  | 2   | Primeira Fase |
| 10  | Colo Colo          | 6  | 6  | 3 | 0 | 3 | 10 | 8  | 2   | Primeira Fase |
| 13  | Universitario      | 5  | 5  | 2 | 1 | 2 | 8  | 6  | 2   | Primeira Fase |
| 12  | Millonarios        | 5  | 6  | 1 | 3 | 2 | 5  | 5  | 0   | Primeira Fase |
| 11  | Magallanes         | 5  | 6  | 2 | 1 | 3 | 5  | 8  | -3  | Primeira Fase |
| 14  | 9 de Octubre       | 4  | 4  | 2 | 0 | 2 | 6  | 4  | 2   | Primeira Fase |
| 15  | Deportivo Táchira  | 4  | 6  | 1 | 2 | 3 | 9  | 12 | -3  | Primeira Fase |
| 16  | Fluminense         | 4  | 6  | 1 | 2 | 3 | 3  | 6  | -3  | Primeira Fase |
| 17  | Guaraní            | 4  | 6  | 1 | 2 | 3 | 6  | 11 | -5  | Primeira Fase |
| 18  | Vasco da Gama      | 2  | 6  | 0 | 2 | 4 | 6  | 11 | -5  | Primeira Fase |
| 19  | Bella Vista        | 2  | 6  | 1 | 0 | 5 | 3  | 9  | -6  | Primeira Fase |
| 20  | Deportivo Italia   | 1  | 6  | 0 | 1 | 5 | 2  | 20 | -18 | Primeira Fase |
| 21  | Sport Boys         | 0  | 5  | 0 | 0 | 5 | 1  | 14 | -13 | Primeira Fase |